# Marc Dem
Pour les articles homonymes, voir Demeulenaere et Dem.
Marc Demeulenaere, né à Douai le 18 octobre 1926 et mort à Chanteloup-les-Vignes le 2 avril 1997,,, notamment connu sous le nom de plume Marc Dem, est un journaliste et un écrivain français, d'origine flamande. Il a également publié des romans policiers dans la collection Le Masque, sous le pseudonyme de Marc Demwell.

## Biographie
Ancien séminariste, il enseigne français, latin et grec au Liban, au Sénégal puis en Colombie dans les années 1950 (il fut notamment un professeur dynamique et apprécié au Cours Sainte-Marie de Hann dans les premières années après sa fondation en 1949). De retour à Paris, il se consacre à l'écriture de romans fantastiques, rarement publiés. Il prend la direction de la publication de la Fédération du Bâtiment dans les années 1970. Il signe également  de nombreux reportages pour le Figaro Magazine, pour Valeurs actuelles et pour Spectacle du Monde dans les années 1980. Il participe à l'Encyclopædia Universalis. En 1987, il est un des fondateurs de la revue d’extrême-droite Le Choc du mois dont il est le directeur. Il publie de nombreux ouvrages dans les années 1980 et 90, aux thèmes parfois historiques, souvent religieux, traduits dans de nombreuses langues.
Défenseur du catholicisme traditionaliste de son enfance, il publie de 1990 à 1997 la lettre confidentielle (hebdomadaire) d'informations religieuses Iota Unum.
Il dirige la collection Régine Pernoud aux Éditions du Rocher de 1995 à 1997. 
Il a été également le « Nègre littéraire » de nombreuses personnalités de la politique et du show-business, jusqu'à la fin de sa vie, notamment pour les Éditions Albin Michel.[réf. nécessaire]

### Vie privée
Il était l'époux de Cécilia Dem.

### Publications
- Insolite Colombie, Albin Michel, 1965.
- L'Amérique du Sud à bâtons rompus, Fernand Lanore, Collection Voyages et découvertes, 1964, avec Cécilia Dem.
- Rendez-vous espagnols, Fernand Lanore, 1966, avec Cécilia Dem.
- Les Juifs de l'espace, Albin Michel (Les chemins de l'impossible), 1974 (lire un extrait).
- Mégalithes et routes secrètes de l'uranium, Albin Michel (Les chemins de l'impossible), 1976.
- Mourir pour Cao Bang : le drame de la route coloniale n° 4, Albin Michel, 1977.
- Le prêtre, Société De Production Litteraire, 1977.
- Jim Jones, le démon de Guyana, 1979.
- Il faut que Rome soit détruite, Albin Michel, 1985.
- Évêques français qu'avez-vous fait du catéchisme, 1984.
- Dieu et successeurs, Albin Michel, 1982.
- Dieu persiste et signe, Albin Michel, 1985.
- Lettre à M. Quelconque sur les enfants artificiels et autres monstruosités nouvelles entre IVG et IVV, Dismas, 1987.
- Saint François de Sales, Éditions du Rocher, 1997.
- Dom Gérard et l'aventure monastique, Plon, 1988.
- Le troisième secret de Fatima, Éditions du Rocher, 1995.
- Fric-Santé, le scandale, Éditions du Rocher, 1994.
- 666, l'antéchrist, Éditions du Rocher, 1996.
- Le Duc d'Anjou m' a dit, Éditions Perrin, 1989.
- L'enfant qui ne savait pas dormir, Iotacom Jeunesse, 1995.
- Lettres de monsieur Pascal sur la nouvelle Église, Iotacom, 1996.

### Romans policiers signés Mark Demwell
- Le Crime des hauts-toupets, Le Masque no 1551, 1979
- Meurtre au collier, Le Masque no 1599, 1980
- Le Trésor d'Irbla, Le Masque no 1621, 1980